# Muhàmmad III al-Mustakfí
Muhàmmad III o Muhàmmad ibn Abd-ar-Rahman al-Mustakfí —àrab: محمد بن عبد الرحمن المستكفي, Muḥammad ibn ʿAbd ar-Raḥmān al-Mustakfī— fou un príncep omeia que es va proclamar califa i va governar a Còrdova del 1024 al 1025.
El jove califa Abd ar-Rahman V al-Mustazhir va causar descontentament pel predomini que donava a l'aristocràcia cordovesa amb nomenament d'intel·lectuals pels càrrecs principals, i la manca de respecte a la puresa islàmica; el príncep Muhammad es va aliar al líder del partit islàmic ortodox Ibn Khalib, i va aconseguir el suport d'un grup de militars; es va fomentar una revolta amb el suport militar; el palau califal fou envoltat i la minsa resistència fou eliminada; els principals ministres del califa van morir a la lluita (17 de gener de 1024); Abd al-Rahman V fou deposat i nomenant nou califa el príncep rebel, amb el nom de Muhammad III al-Mustakfi; el califa deposat s'havia amagat però fou descobert i va ser capturat i Muhammad el va fer matar el 18 de gener. Havia regnat només 47 dies.
Va tenir com a hadjib a Ibn Khalid. Aviat va tornar a regnar el descontentament i va esclatar una nova revolta popular (1025). El hadjib fou mort per les masses. Muhammad va aconseguir fugir, però fou assassinat algun temps després. Yahya ben Ali de Màlaga fou proclamat califa per tercera vegada.